# 슈바르첸베르크 (스위스)
슈바르첸베르크(독일어: Schwarzenberg)는 스위스 루체른주에 위치한 도시로 면적은 39.25km2, 높이는 823m, 인구는 1,704명(2015년 12월 기준), 인구 밀도는 43명/km2이다.

## 지리
슈바르첸베르크의 면적은 39.2km2이다. 이 지역의 36.7%는 농업용으로 사용되며 53.8%는 산림이다. 나머지 토지 중 2.7%는 정착지(건물 또는 도로)이고 나머지(6.9%)는 비생산적(강, 빙하 또는 산)이다. 1997년 토지조사에서 전체 토지의 53.79%가 산림이었다. 농경지 중 36.34%는 경작이나 목초지에 사용되며 0.33%는 과수원이나 포도나무 작물에 사용된다. 정착지 중 1.45%는 건물, 0.13%는 산업, 0.1%는 특별 개발, 0.05%는 공원 또는 녹지, 0.94%는 교통 기반 시설로 구성되어 있다. 비생산적인 지역 중 0.87%는 비생산적인 흐르는 물(강)이고, 5.99%는 기타 비생산적인 토지이다.

## 인구통계
슈바르첸베르크의 인구(2007년 기준)는 1,602명이며, 이 중 6.1%가 외국인이다. 지난 10년 동안 인구는 11.4%의 비율로 증가했다. 2000년 기준, 인구 대부분인 97.6%가 독일어를 사용하며, 세르보-크로아티아어가 두 번째로 많이 사용(0.7%)하고, 프랑스어가 세 번째(0.3%)이다.
2007년 선거에서 가장 인기 있는 정당은 33.8%의 득표율을 기록한 FDP였다. 다음으로 가장 인기 있는 세 정당은 SVP (30.6%), CVP (23.4%) 및 SPS (5.1%)였다.
슈바르첸베르크의 연령 분포는 다음과 같다. 438명(인구의 27%)가 0-19세이다. 383명(23.6%)이 20~39세이고, 615명(37.8%)이 40~64세이다. 노인 인구 분포는 147명(9%)가 65~79세, 38명(2.3%)가 80-89세, 4명 또는 인구의 0.2%가 90세 이상이다.
슈바르첸베르크에서는 인구의 약 66.4%(25-64세)가 비필수 고등교육 또는 추가 고등교육(대학 또는 응용학문대학)을 완료했다.
2000년 현재 511가구 중 106가구(약 20.7%)가 1인 가구이다. 87 또는 약 17.%는 5인 이상의 대가족이다. 2000년 기준으로 시정촌에는 378개의 주거용 건물이 있었고, 그중 284개는 주택으로만 지어졌으며, 94개는 주상복합 건물이었다. 자치단체에는 단독주택 219채, 다가구주택 45채, 다가구주택 20채가 있었다. 대부분의 집은 2층(171) 또는 3층(87)층 구조였다. 단층 건물은 18채, 4층 이상 건물은 8채뿐이었다.
슈바르첸베르크의 실업률은 0.62%이다. 2005년 기준으로 1차 경제 부문에 167명이 고용되어 있으며, 이 부문에 약 67개 기업이 참여하고 있다. 78명이 2차 부문에 고용되어 있고, 이 부문에 16개의 기업이 있다. 145명이 3차 부문에 고용되어 있으며, 이 부문에는 27개의 기업이 있다. 2000년을 기준으로 자치단체 인구의 52.9%가 일정 수준으로 고용되었다. 같은 기간 여성은 전체 노동력의 40.8%를 차지했다.
2000년 인구 조사에서 슈바르첸베르크의 종교 회원은 다음과 같았다. 1,198명(80.5%)은 로마 가톨릭이고, 151명(10.1%)은 개신교이며, 20명(1.34%)은 다른 기독교 신앙을 갖고 있다. 이슬람교는 6명(인구의 0.4%)이다. 나머지 중 다른 종교에 속한 사람은 2명(0.13%), 조직화된 종교에 속하지 않은 사람이 75명(5.04%), 응답하지 않은 사람이 37명(2.48%)이었다.